# Didier Van Cauwelaert
Didier Van Cauwelaert (født 29. juli 1960 i Nice) er en fransk forfatter, der i 1994 fik Goncourtprisen for romanen Un Aller simple (da: En enkeltbillet).

## Titler oversat til dansk
- En enkeltbillet (1996)
- Genfærd på ferie (1989)

- Wikimedia Commons har flere filer relateret til Didier Van Cauwelaert